# Club Portugalete
El Club Portugalete es un club de fútbol español, con sede en Portugalete, Vizcaya. Fue fundado en 1909 y actualmente compite en la Tercera División RFEF.

## Historia
El fútbol llegó a Portugalete a finales del siglo XIX a través de los marinos ingleses que desembarcaban en la ría de Bilbao y de los jóvenes portugalujos que estudiaban en Inglaterra. El primer equipo creado en Portugalete fue el Athletic de Portugalete que nació en 1899. Sin embargo, el actual club suele remontar sus orígenes a 1909 cuando es fundado y se federa el Club Deportivo Portugalete. Su primer presidente fue Alfredo Hervías. 
Los colores del Portu surgen unos años después cuando en 1912 queda subcampeón de la Segunda Categoría del Campeonato Regional por detrás del Arenas Club de Getxo. Si al ganador se le regala un juego de camisetas rojinegras (los que serían a partir de entonces los colores del Arenas), el Portu recibe un juego de camisetas amarillas y negras a rayas que pasan a ser sus colores a partir de entonces.
En 1915 el Portu asciende a la primera categoría del Campeonato Regional Norte tras vencer a un histórico como el Racing de Santander. Al año siguiente una reorganización de la categoría deja al Portu fuera de la misma y el club cesa en su actividad por unos años.
El club sería refundado bajo diferentes nombres, primero como Portugalete F.C. en 1921, como Portugalete Chiqui durante la guerra civil española y finalmente como Nuevo Club Portugalete en 1944. Esta última denominación, tras perder en 1953 el apelativo de Nuevo es el que perdura actualmente.
En 1951 logra su primer ascenso a la Tercera División tras haber militado en categorías regionales. Durante su historia el Portugalete ha simultaneado la Tercera división con las categorías regionales hasta que en 2005 lograra por primera vez en su historia el ascenso a Segunda División B, alcanzando el mayor éxito de su historia. En 2006 perdió la categoría volviendo a la Tercera División donde consiguió acabar la liga regular como líder de su grupo para después caer eliminado en la fase de ascenso a Segunda División B frente al CD Don Benito. En 2008 vuelve a quedar en primer puesto de su grupo y en la fase de ascenso se enfrentó al CD Villanueva en un grupo en el que también están el CD Iruña y el filial del Racing de Santander. Quedó eliminado al perder contra el CD Villanueva. 
En la temporada 2008-09 consigue hacer historia al clasificarse para dieciseisavos de final eliminando al CD Don Benito en la ronda anterior. En esta eliminatoria cayó frente al Valencia C. F.
En verano del año 2009, el club celebra el centenario con un triangular contra el Real Sporting de Gijón y el Athletic Club, en el primer partido de tan solo 45 minutos, el Sporting vence al Portu 0-2, en la final, los asturianos ganan 0-1 al Athletic y gana el trofeo triangular. El partido acabó con los jugadores de los equipos celebrándolo en el terreno de juego y el hermanamiento de las aficiones.
Tras una gran temporada 2009-10, en la que tras la llegada del entrenador Javi Luaces se remontó desde la posición 17.ª, que ocupaba en la jornada 14, hasta el segundo puesto al término del campeonato, el Portu se quedó a las puertas de conseguir por segunda vez en su historia el ascenso a Segunda División B. Eliminó al CD Anguiano (0-2 y 0-0) y al CD Illescas (0-0 y 2-1) en las 2 primeras eliminatorias. En la 3.ª y última eliminatoria se enfrentó al Getafe B. En la ida, tras lesionarse 3 centrocampistas a lo largo del encuentro se perdió por 1-0. En la vuelta, con el estadio La Florida al completo, un gol del Getafe B a los 20 segundos de partido dejaba muy cuesta arriba la eliminatoria. El resultado final fue 2-2 y el ascendido el Getafe B.
En la temporada 2014-15 tras quedar campeón del grupo 4 de Tercera División, le toca en el play-off de campeones el CF Talavera, y es eliminado, y asciende tras eliminar al Martos CD, y al CD Cayón.

## Denominaciones
- Nuevo Club Portugalete: (1944-53) Nombre oficial en su fundación impulsado por los jugadores y el frente de las juventudes local.[1]
- Club Portugalete: (1953-Act.) en la temporada 1953/54 con Serafín Navarro en la presidencia adquiere el nombre que mantiene en la actualidad.

## Uniforme
- Uniforme titular: Camiseta amarilla y negra, pantalón negro y medias negras.

## Estadio
Estadio La Florida, inaugurado el 25 de diciembre de 1951, con capacidad para 5000 personas. Dimensiones 103x64 metros.

### Antiguos Estadios
- Estadio de San Mamés (Bilbao) / Campo de Ibaiondo (Lejona): 1944-1946
- Campo de San Roque: 1946-1951

## Datos del club
- Temporadas en 1.ª: 0.
- Temporadas en 2.ª: 0.
- Temporadas en 2.ª B: 3
  - Mejor puesto en Liga: 19.º (Segunda División B de España, temporadas 2005-06 y 2015-16).
- Temporadas en Tercera Federación: 4 (incluida la temporada 2024-25).
- Temporadas en Tercera División: 31
  - Peor puesto en Liga: 18.º (Tercera División de España, temporada 1987-88).
- Temporadas en Copa del Rey: 6 incluida temporada 2020-21.
  - Mejor puesto en Copa del Rey: Dieciseisavos de final (2008-09 y 2010-11).

### Trayectoria histórica

#### 1944-2021
- Nota: La Segunda División B fue introducida en 1977 como categoría intermedia entre la Segunda División y Tercera División.

#### 2021-Actualidad
- Nota: En 2021 se produjo una reestructuración de las categorías nacionales. La Segunda División B y la Tercera División fueron sustituidas por la Primera Federación, Segunda Federación y Tercera Federación.

### Últimas temporadas
- 2000-01: Territorial Preferente de Vizcaya - 1.º
- 2001-02: Tercera División - 10.º
- 2002-03: Tercera División - 11.º
- 2003-04: Tercera División - 5.º
- 2004-05: Tercera División - 1.º
- 2005-06: Segunda División B - 19.º
- 2006-07: Tercera División - 3.º
- 2007-08: Tercera División - 1.º
- 2008-09: Tercera División - 4.º
- 2009-10: Tercera División - 2.º
- 2010-11: Tercera División - 6.º
- 2011-12: Tercera División - 3.º
- 2012-13: Tercera División - 3.º
- 2013-14: Tercera División - 2.º
- 2014-15: Tercera División - 1.º
- 2015-16: Segunda División B - 19.º
- 2016-17: Tercera División - 5.º
- 2017-18: Tercera División - 2.º
- 2018-19: Tercera División - 1.º
- 2019-20: Tercera División - 1.º
- 2020-21: Segunda División B - 8.º / 4.º
- 2021-22: Tercera División RFEF - 3.º
- 2022-23: Tercera Federación - 6.º
- 2023-24: Tercera Federación - 5.º

## Administración

### Junta Directiva
La Junta Directiva actual está formada por los siguientes miembros:
| Cargo          | Nombre              |
| -------------- | ------------------- |
| Presidente     | Eduardo Rivacoba    |
| Vicepresidente | Perdi Arteagabeitia |
| Secretario/a   | J. Carlos Armesto   |
| Secretario/a   | Aintzane Angulo     |

## Palmarés

### Torneos nacionales
- Tercera División de España (5): 2004-05 (Gr. IV), 2007-08 (Gr. IV), 2014-15 (Gr. IV), 2018-19 (Gr. IV), 2019-20 (Gr. IV).

## Organigrama deportivo

### Plantilla y cuerpo técnico 2020-21
- En 1.ª y 2.ª desde la temporada 1995-96 los jugadores con dorsales superiores al 25 son, a todos los efectos, jugadores del filial y como tales, podrán compaginar partidos con el primer y segundo equipo. Como exigen las normas de la LFP, los jugadores de la primera plantilla deberán llevar los dorsales del 1 al 25. Del 26 en adelante serán jugadores del equipo filial.
- Como exigen las normas de la RFEF desde la temporada 2019-20 en 2.ªB y desde la 2020-21 para 3.ª, los jugadores de la primera plantilla deberán llevar los dorsales del 1 al 22, reservándose los números 1 y 13 para los porteros y el 25 para un eventual tercer portero. Los dorsales 23, 24 y del 26 en adelante serán para los futbolistas del filial, y también serán fijos y nominales.
- Un canterano debe permanecer al menos tres años en edad formativa en el club (15-21 años) para ser considerado como tal.[2][3] Un jugador de formación es un jugador extranjero formado en el país de su actual equipo entre los 15 y 21 años (Normativa UEFA).
- Según normativa UEFA, cada club solo puede tener en plantilla un máximo de tres jugadores extracomunitarios que ocupen plaza de extranjero. La lista incluye solo la principal nacionalidad de cada jugador. Algunos de los jugadores no europeos tienen doble nacionalidad de algún país de la UE:
  - Álex Rodríguez posee la doble nacionalidad alemana y española.[4]
  - Thaylor Lubanzadio posee la doble nacionalidad angoleña y española.[5]

```
LEYENDA
 
* 
Canterano
: 
 
* 
Pasaporte europeo
: 
 
* 
Extracomunitario sin restricción
: 

* Extracomunitario: 
 
* 
Formación
: 

* Cedido al club: 

* Cedido a otro club: 
```